# Jaume Safont

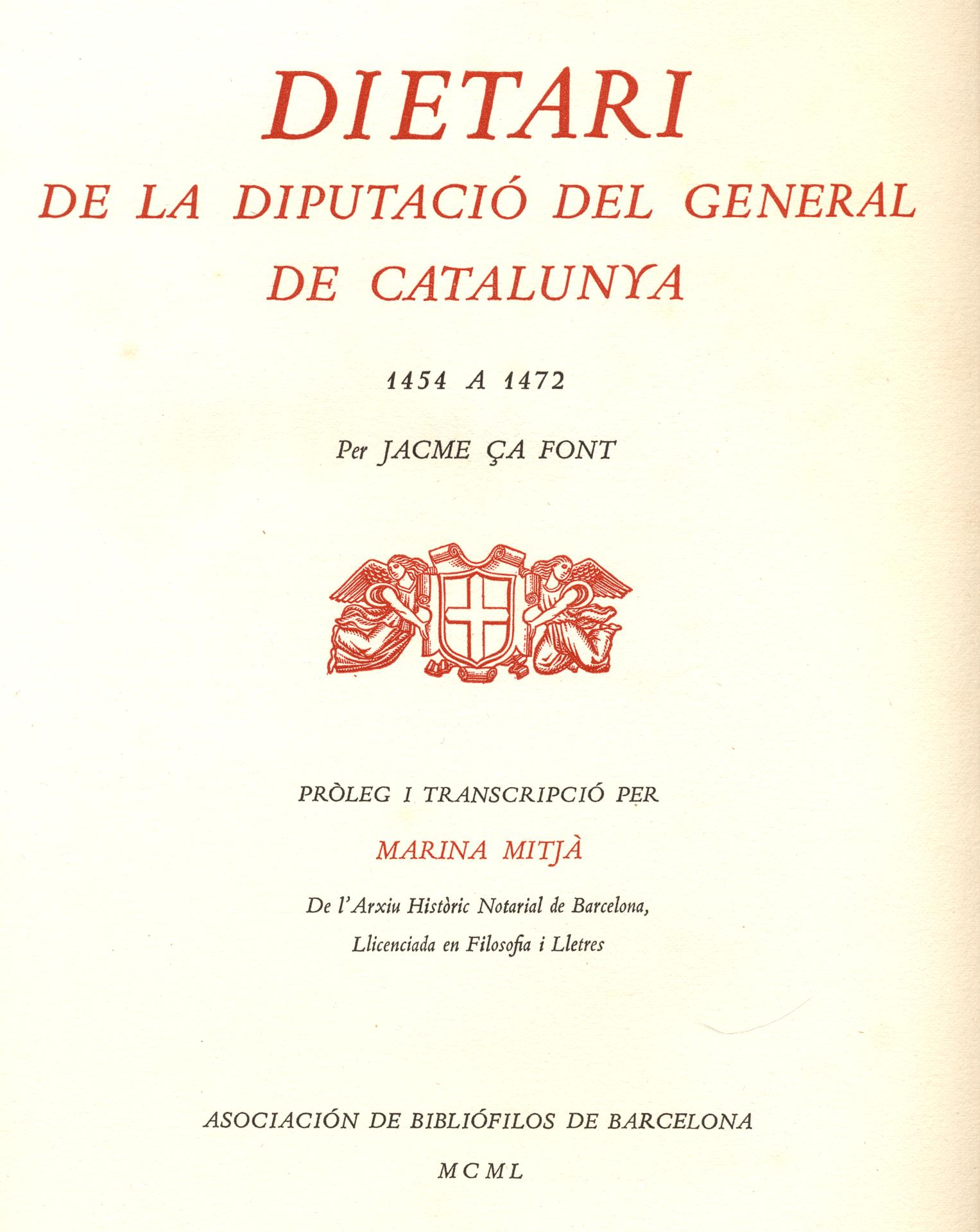
Dietario de la Diputación del General de Cataluña - 1454 a 1472, edición de 1950.

Jaume Safont (Barcelona, 1420-1487) fue un poeta y notario catalán. 
En marzo de 1436 fue nombrado escribano del consejo municipal de Barcelona y desde julio de 1440 formó parte de la escribanía de la Diputación del General del Principado de Cataluña. Es el autor material del dietario de la Generalidad entre 1454 y 1472 y, además, compiló la información de la Diputación del General desde 1411 hasta 1478.
En 1462 es nombrado procurador con la misión de controlar a los encargados de recaudar las generalidades.
Políticamente era partidario de la Biga y poco simpatizante de Alfonso el Magnánimo. Cuando la Busca subió al poder municipal barcelonés de la mano del virrey de Cataluña Galcerán de Requesens y aplicó medidas proteccionistas en 1456, sus anotaciones en los dietarios de la Generalidad reflejan el enfrentamiento que existía entre la Generalidad, mayoritariamente bigaire, y el consejo municipal, con el apoyo real.
Durante la guerra civil catalana apoyó al Príncipe de Viana, mostrándose contrario al rey Juan II de Aragón.